# 수문장
수문장(守門將), 또는 왕궁수문장(王宮守門將)은 조선에서 왕의 궁궐의 지키는 왕실 경비대로, 주된 임무는 궁궐의 성벽과 문을 지키고 궁성문을 드나드는 인원의 관리와 잡인의 출입을 막는 것이었다.

## 같이 보기
- 내금위
- 조선군